# Ostatni jednorożec (film)
Ostatni jednorożec (ang. The Last Unicorn) – amerykańsko-japońsko-brytyjsko-niemiecki animowany film fantasy z 1982 roku zrealizowany na podstawie książki Petera S. Beagle’a pod tym samym tytułem.
Film przedstawia przygody jednorożca, który wyrusza z Liliowego Lasu odszukać zaginione stado. Podczas wędrówki spotyka przyjaciół, którzy pomagają mu pokonać Czerwonego Byka i uwolnić od złych mocy inne jednorożce.

## Fabuła
W Liliowym Lesie żyje Jednorogini, klacz jednorożca. Jej spokojne i beztroskie życie zostaje pewnego dnia przerwane przez dwóch wędrowców, którzy przypadkiem zawędrowali do Liliowego Lasu. Z podsłuchanej rozmowy, jaką obaj prowadzili między sobą, Jednorogini odkrywa, że jest ostatnim przedstawicielem swego gatunku. Nie potrafi się z tym pogodzić i pragnie odkryć, co jest przyczyną takiego stanu rzeczy. Pewnego dnia spotyka w lesie Motyla, który jest wędrownym artystą i widział na świecie bardzo wiele, w tym również inne jednorożce. Główna bohaterka z trudem (motyl bowiem ciągle śpiewa i początkowo odpowiada jej enigmatycznie) wydobywa z niego informacje, iż jednorożce zostały uprowadzone i zagnane aż na brzeg morza przez niezwykle groźną istotę – Czerwonego Byka, a potem ślad po nich zaginął.
Mimo rad Motyla Jednorogini postanawia odnaleźć swoich rodaków i ich uwolnić. Opuszcza więc Liliowy Las i rusza w drogę. Wędrówka idzie jej tym łatwiej, że magia jednorożców sprawia, iż nikt, kto nie jest wrażliwy na magię, nie widzi w niej czarodziejskiego stworzenia, a jedynie zwykłego konia. O mały włos nie zostaje schwytana przez rolnika, który bierze ją za pięknego rumaka wartego wiele pieniędzy. Później jednak już nie ma tyle szczęścia, gdyż, kiedy zmęczona zasypia przy drodze, zostaje odnaleziona przez wiedźmę zwaną Mamą Fortuną. Kobieta wędruje po świecie wraz ze swym wędrownym zoo i pomagierami, którymi są siłacz Rugh oraz fajtłapowaty magik Schmendrick. Gdy znajduje Jednorogini, więzi ją w klatce i dołącza do swej menażerii.
Jednorogini budzi się w klatce i jest świadkiem, jak Mama Fortuna prezentuje ją ludziom jako wielką atrakcję. Ponieważ ludzie widzą w głównej bohaterce zwykłego konia, wiedźma dorabia jej magią sztuczny róg, który wszyscy mogą dostrzec. Podobnie czyni z innymi więzionymi przez siebie zwierzętami – małpę ucharakteryzowała na Minotaura, a lwa na chimerę. Tylko jednego stworzenia nie musiała zmieniać: harpii, która pała do niej nienawiścią i czeka na okazję, aby zabić swą "właścicielkę". Jednorogini ma okazję porozmawiać z prezentującymi sztuczki Schmendrickiem, któremu robi się żal magicznego stworzenia i który obiecuje mu swoją pomoc. Nieco później Mama Fortuna uzupełnia wiedzę Jednorogini na temat losu innych jednorożców: zostały one uwięzione przez króla Haggarda, właściciela Czerwonego Byka, który teraz szuka głównej bohaterki, ale nie może jej znaleźć dzięki klatce, w której ona się znajduje.
W nocy Schmendrick próbuje za pomocą magii uwolnić Jednoroginię, jednak jego czary przynoszą więcej szkody niż pożytku, dlatego załamany otwiera klatkę "w tradycyjny sposób", czyli wykradzionymi wcześniej kluczami. Chwilę później nakrywa go na tym Rugh. Gdy Schmendrick z nim walczy, Jednorogini uwalnia pozostałych więźniów Mamy Fortuny, w tym harpię, która wściekła rzuca się na swoich oprawców i zabija ich. Chce też zabić główną bohaterkę i jej obrońcę, ale ci zdążyli w porę uciec i po naradzie postanawiają ruszyć razem na poszukiwanie króla Haggarda. Po drodze do jego zamku zostają zaatakowani przez bandytów. Jednorogini zdołała się ukryć, ale Schmendrick wpada w ich ręce i zostaje postawiony przed oblicze herszta zbójów, kapitana Cully i jego kochanki Molly Grue. Aby im zaimponować, czarodziej za pomocą magii wyczarowuje widma Robin Hooda i jego kompanii. Wszyscy są tym zachwyceni, poza Cullym, który wściekły przywiązuje Schmendricka do drzewa i pozostawia go tam samego. Mag próbuje się uwolnić czarami, ale zamiast tego zamienia drzewo w żywą istotę, w dodatku darzącą go miłością. W ostatniej chwili ratuje go Jednorogini, która swoją własną magią sprawia, że drzewo odzyskuje dawną postać, a Schmendrick wolność. Gdy oboje chcą ruszać w dalszą drogę, natykają się na Molly Grue. Ku ich zdumieniu kobieta widzi w głównej bohaterce jednorożca, a nie zwykłego konia i jest pod jej wielkim wrażeniem. Następnie, pomimo sprzeciwów Schmendricka, dołącza do kompanii.
Cała trójka w końcu odnajduje zamek króla Haggarda, ale nie udaje im się tam wejść, bo atakuje ich Czerwony Byk. Przerażona Jednorogini o mało nie zostaje przez niego uwięziona, ale Schmendrick ratuje ją, rzucając na nią czar. Dzięki niemu główna bohaterka staje się piękną kobietą o blond włosach, ale nie jest z tego powodu zachwycona i bardzo się boi swego nowego ciała. Mimo tego jako lady Amalthea wraz ze Schmendrickiem (udającym jej wujka) i Molly wchodzi do zamku. Król Haggard, będący już starym i pozbawionym jakichkolwiek pozytywnych emocji człowiekiem, początkowo chce ich wyrzucić, ale ostatecznie dzięki twardej postawie Molly postawia przyjąć całą trójkę do siebie na służbę. Panna Grue zostaje kucharką, a Schmendrick nadwornym magiem, pozbawiając tego stanowiska swego dawnego znajomego, Mabruka. Ten w furii początkowo chce zabić rywala i jego "siostrzenicę", ale gdy widzi jej oczy, rozpoznaje w niej jednorożca i zadowolony oświadcza Haggardowi, że właśnie przeznaczenie wkroczyło do jego zamku i go zniszczy. Po tych słowach odchodzi, a Haggard zaczyna uważniej przyglądać się rzekomej lady Amathei, do której zupełnie stracił głowę jego adoptowany syn, książę Lír. Młodzieniec rozpoczyna zaloty do głównej bohaterki, przynosząc jej w prezencie skóry zabitych przez siebie bestii. Gdy to budzi niechęć w Jednorogini, książę radzi się Molly, a ta proponuje mu zdobyć serce ukochanej w sposób romantyczny. Lír pisze więc wiersze do ukochanej i spędza z nią coraz więcej czasu, powoli zyskując jej sympatię. Pewnego dnia mówiący ludzkim głosem kot Haggarda wyznaje Molly, że wie, kim jest rzekoma lady Amalthea, ale nie zamierza zdradzać tej tajemnicy królowi. Wyznaje też, iż wie, jak pomoc Molly i jej kompanom, ale zamiast to powiedzieć wprost, mówi zagadkami i oświadcza, że musi przemówić czaszka, wino samo się wypić, a zegar wybić właściwy czas – dopiero wtedy bohaterowie odnajdą sposób na uwolnienie jednorożców.
Nieco później Haggard w rozmowie z Amaltheą daje jej do zrozumienia, iż przypuszcza, że nie jest ona kobietą, a jednorożcem w ludzkiej postaci. Wyznaje też, iż pozostałe jednorożce zostały uwięzione jako morskie fale codziennie pieniące się przed jego zamkiem (zamek króla znajduje się bowiem nad samym brzegiem morza) – tylko widok owych "fal" sprawia, że Haggard czuje się szczęśliwy. Tyran oświadcza też, że jeśli się nie myli w swoich przypuszczeniach, to jego gościa czeka taki sam los. Przerażona Amalthea chwilę później spotyka Schmendricka, który wraz z Molly zabiera ją do starej komnaty. Tam zaś leży szkielet zwany Czachą, który nagle przemawia ludzkim głosem i wyznaje, że wie, jak im pomóc, ale nic im nie powie. Schmendrick zamienia dla niego wodę w wino i daje mu je do wypicia. Czacha wypija je i w zamian wyznaje, iż bohaterowie muszą przejść przez stary zegar do komnaty z drugiej strony ściany – tam znajdą Czerwonego Byka. Gdy cała trójka próbuje tego dokonać, Czacha alarmuje Haggarda, który atakuje ich mieczem. Bohaterowie z trudem przechodzą przez zegar i spotykają Líra. Książę już zna prawdę o pochodzeniu swej ukochanej, ale mimo to postanawia jej pomóc, nawet jeśli to oznacza rozstanie z nią na zawsze. Wkrótce potem Amalthea i jej kompanii zostają zaatakowani przez Czerwonego Byka. Schmendrick zamienia główną bohaterkę ponownie w jednorożca, ale ta nie jest w stanie walczyć z powodu ogarniającego ją panicznego strachu. Lir staje w jej obronie i zostaje poturbowany. Widząc to Jednorogini odważnie naciera na Byka i zagania go do morza, pozbawiając go w ten sposób mocy. Czerwony Byk tonie, a jednorożce odzyskują wolność. Chwilę później zamek Haggarda zawala się, a sam król znajduje śmierć pod jego gruzami. Lír odzyskuje przytomność i załamany obserwuje Jednorogini odchodzącą ze swoimi rodakami. Ta obiecuje, że zawsze będzie go pamiętać. Książę żegna Schmendricka i Molly, nazywając ich swoimi prawdziwymi przyjaciółmi, i odjeżdża w świat na poszukiwanie przygód. Czarodziej i jego towarzyszka zaś (prawdopodobnie jako para) także wyruszają, aby szukać swego miejsca na Ziemi. Po drodze spotykają Jednorogini, która dziękuje im za okazaną pomoc.

## Obsada głosowa
- Mia Farrow – jednorożec / lady Amalthea (partie dialogowe)
- Katie Irving – jednorożec / lady Amalthea (partie wokalne)
- Alan Arkin – Schmendrick
- Tammy Grimes – Molly Grue
- Christopher Lee – król Haggard
- Jeff Bridges – książę Lír
- Robert Klein – Motyl
- Angela Lansbury – Mama Fortuna
- Keenan Wynn –
  - Kapitan Cully,
  - harpia
- Brother Theodore – Ruhk
- Paul Frees –
  - Mabruk,
  - kot
- René Auberjonois – Czacha
- Edward Peck –
  - Jack Dzwoneczek,
  - jeden z ludzi Kapitana Cully
- Kenneth Jennings –
  - wędrowiec #1,
  - jeden z ludzi Kapitana Cully
- Jack Lester –
  - wędrowiec #2,
  - rolnik próbujący złapać Jednorożca,
  - jeden z ludzi Kapitana Cully

Polski dubbing:

- Iwona Rulewicz – jednorożec / Lady Amalthea
- Aleksander Gawek –
  - Schmendrick
  - Motyl
- Joanna Domańska –
  - Molly Grue
  - dziewczyna w rudych włosach z widowni objazdowego cyrku
- Jacek Kałucki – król Haggard
- Marek Włodarczyk – książę Lír
- Olga Miłaszewska – Mama Fortuna
- Mikołaj Klimek –
  - kapitan Cully,
  - wędrowiec #2
- Sylwester Maciejewski –
  - Ruhk,
  - Mabruk,
  - wędrowiec #1
- Mirosław Wieprzewski –
  - Czacha,
  - kot,
  - rolnik,
  - jeden z ludzi Kapitana Cully
- Jarosław Budnik – Jack Dzwoneczek

## Wydanie
Prawa do dystrybucji w Stanach Zjednoczonych zostały sprzedane Jensenowi Farleyowi, gdy Universal Pictures, które miało wypuścić na rynek amerykańskie produkcje Associated Film Distribution, w tym ITC, nie było zainteresowane filmem. Premiera Ostatniego jednorożca odbyła się w 648 amerykańskich kinach 19 listopada 1982 roku.
W Polsce film został wydany na VHS, DVD i VCD z polskim dubbingiem. Za dystrybucję odpowiadały Silesia-Film i Demel. Wersja na RTL 7 była emitowana z polskim lektorem, którym był Henryk Pijanowski. Za opracowanie i udźwiękowienie odpowiadała Editon Studio Warszawa, a za tekst: Agnieszka Farkowska.